# Ruth Roman
Pour les articles homonymes, voir Roman.
Ruth Roman (née Norma Roman) est une actrice américaine née le 22 décembre 1922 à Lynn, dans le Massachusetts (États-Unis), morte le 9 septembre 1999 à Laguna Beach (Californie).

## Biographie
Ruth Roman naît en 1922 dans le Massachusetts, sous le nom de Norma Roman, de parents d’origine juive lituanienne, Mary Pauline (née Gold) et Abraham « Anthony » Roman. Ses parents lui changent son prénom pour « Ruth » après qu’une diseuse de bonne aventure leur affirme que le prénom Norma n’est pas un bon présage. 
Sa mère est danseuse et son père est crieur (en) dans les foires ou carnavals. 

## Filmographie partielle
- 1945 : Jungle Queen de Lewis D. Collins et Ray Taylor
- 1945 : Les Caprices de Suzanne (The Affairs of Susan), de William A. Seiter (non créditée)
- 1945 : Le Prix du bonheur  (You Came Along) de John Farrow (non créditée)
- 1948 : La Grande Horloge (The Big Clock) de John Farrow
- 1948 : Ce bon vieux Sam (Good Sam) de Leo McCarey
- 1949 : Le Champion (Champion) de Mark Robson
- 1949 : Une incroyable histoire (The Window) de Ted Tetzlaff
- 1949 : La Garce (Beyond the Forest) de King Vidor
- 1950 : Secrets de femmes (Three secrets) de Robert Wise : Ann Lawrence
- 1950 : Barricade de Peter Godfrey
- 1950 : Colt .45 d'Edwin L. Marin
- 1950 : Dallas, ville frontière (Dallas) de Stuart Heisler
- 1951 : Lightning Strikes Twice de King Vidor
- 1951 : L'Inconnu du Nord-Express (Strangers on a Train) d'Alfred Hitchcock
- 1951 : La Ronde des étoiles (Starlift) de Roy Del Ruth : elle-même
- 1951 : Les Amants du crime de Felix E. Feist : Cay
- 1952 : Mara Maru (Mara Maru) de Gordon Douglas
- 1952 : Un garçon entreprenant (Young Man with Ideas) de Mitchell Leisen
- 1953 : Le Souffle sauvage (Blowing Wild) de Hugo Fregonese
- 1954 : Je suis un aventurier (The Far Country) d'Anthony Mann
- 1954 : L'Assassin parmi eux (Down Three Dark Streets) d'Arnold Laven
- 1954 : Terreur à Shanghaï (The Shanghai Story) de Frank Lloyd
- 1954 : Tanganyika de André de Toth
- 1956 : Le Fond de la bouteille de Henry Hathaway
- 1956 : L'Or et l'Amour (Great Day in the Morning) de Jacques Tourneur
- 1957 : Amère Victoire (Bitter Victory) de Nicholas Ray
- 1957 : Le Miroir au secret (5 Steps to Danger) de Henry S. Kesler
- 1961 : Look in Any Window de William Alland
- 1965 : L'amour a plusieurs visages (Loves has many faces) de Alexander Singer
- 1971 : Mannix, Saison 4-Episode 16, Mère d'Ellen Parrish
- 1971 : Le Virginien (TV) saison 9 épisode 18 (The Angus Killer) : Marjorie Worth
- 1973 : The Baby de Ted Post
- 1977 : Day of the Animals de William Girdler
- 1983 : Echoes de Arthur Allan Seidelman

## Distinctions
- Prix Sarah-Siddons 1959